# Douglas Carswell
Douglas Carswell (n. 3 mai 1971, Londra) este un politician britanic.
Carswell este membru al Parlamentului (MP) din partidul pentru independența Regatului Unit (UKIP) din partea ținutului Clacton în comitatul Essex.

## Referințe

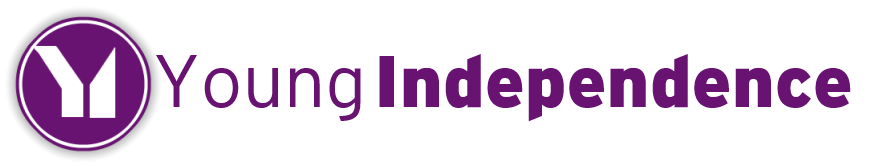
UKIP Young Independence